# Busto de Francesco Barberini
O Busto de Francesco Barberini é uma escultura de mármore confeccionada em 1626 pelo artista italiano Gian Lorenzo Bernini. Foi encomendada pelo Papa Urbano VIII, sobrinho de Francesco Barberini, um protonotário apostólico. Como Francesco morreu em 1600, Bernini criou o busto a partir de um retrato pintado de Barberini, que está guardado na Coleção Corsini, em Florença. Mesmo trabalhando a partir de uma pintura, Bernini tentou aproximar sua escultura da aparência representada pelo retrato de três quartos que utilizou como modelo. Atualmente, o busto encontra-se na Galeria Nacional de Arte, em Washington.

## Histórico
A escultura esteve no Palazzo Barberini, em Roma, até 1627. Foi transferida em 1635 para outra mansão da família Barberini, mas retornou ao palácio na Via Sistina e lá ficou até cerca de 1948. Foi então vendida ao Conde Alessandro Contini-Bonacossi que, em seguida, a vendeu à Fundação Kress em 1950. Em 1961, foi doada à Galeria Nacional de Arte de Washington.